# کارروزریا تورینگ سوپرلجرا
کارروزریا (انگلیسی: Carrozzeria) یک شرکت خودروسازی ایتالیایی است که در سال ۱۹۲۶ تأسیس شد.